# Mursa Minor
Mursa Minor o Mursella fou una ciutat de la baixa Panònia a uns 15 km a l'oest de Mursa (Mursa Major) a la dreta del Danubi.